# Réserve nationale de Buffalo Springs
Pour les articles homonymes, voir Buffalo Springs.
La réserve nationale de Buffalo Springs est une zone protégée située dans le comté d'Isiolo, dans le nord du Kenya. La réserve a été créée en 1948 alors que les frontières actuelles ont été établies en 1985. La réserve est gérée par le Conseil du comté d'Isiolo. Le climat, semi-aride, est chaud et sec.

## Localisation
La réserve nationale de Buffalo Springs est située au sud de la réserve nationale de Samburu, qui se trouve de l'autre côté de la rivière Ewaso Ng'iro. Elle est nommée d'après une oasis d'eau claire à son extrémité ouest. La réserve, d'une superficie de 131 km2, se trouve sur un plateau dont l'altitude est comprise entre 850 et 1 230 mètres. Elle consiste en une plaine vallonnée d'anciennes coulées de lave et dont les sols volcaniques sont parsemés de basalte et d'olivine.  

## Faune
Parmi les espèces animales on rencontre le zèbre de Grant et le zèbre de Grévy. D'autres espèces de mammifères comprennent la girafe réticulées, l'éléphant de savane d'Afrique, l'oryx, le gérénuk, le buffle d'Afrique, le lion d'Afrique, le léopard africain, le guépard et la hyène tachetée. Plus de 365 espèces d'oiseaux ont été identifiées dans la réserve. La rivière abrite des hippopotames et des crocodiles,. Les autruches de Somalie sont également très répandues au sein de la réserve nationale. 

## Flore
Le long des rives de la rivière Ewaso Ng'iro s'étend une étroite bande de forêt dans laquelle on retrouve des espèces d'arbres telles Populus ilicifolia (en), une espèce pouvant atteindre 30 m de haut et dont le tronc peut faire jusqu'à 1,5 m de diamètre. Celle-ci y côtoie le palmier doum et de magnifiques spécimens d'Acacia elatior. Plus loin, en retrait de cette bordure forestière, l'Acacia tortilis s'y retrouve aussi disséminé dans un paysage de savane. On y rencontre également les espèces Commiphora, Adenium obesum et Salvadora persica. 